# Lowell Observatory Near-Earth-Object Search
Lowell Observatory Near-Earth-Object Search (LONEOS) var ett projekt avsett för att upptäcka asteroider och kometer med omloppsbanor nära jordens. Projektet som finansierades av NASA, leddes av astronomen Edward L.G. Bowell vid Lowell Observatory i Flagstaff, Arizona. LONEOS-projektet påbörjades 1993 och avslutades i februari 2008. Vid en sammanställning i oktober 2023 hade projektets material, lett till att totalt 23 050 småplaneter upptäckts.
Asteroiden 12574 LONEOS är uppkallade efter projektet.

## Tekniken
Genom att kombinera ett teleskop med en CCD-kamera och ett antal datorer som styrde systemet kunde en del av natthimlen undersökas automatiskt varje natt. Genom att jämföra bilder tagna vid flera tillfällen kunde man hitta objekt som rörde sig på ett asteroidliknande sätt. En manuell undersökning av bilderna gjordes för att utesluta ljuseffekter. Utrustningen kunde köra automatiskt, men för att minska risken för felrapporteringar var utrustningen normalt bemannad.
De fynd som gjordes jämfördes med databaser över kända objekt och de nya upptäckterna skickades till Minor Planet Center för att sprida informationen till andra intressenter. Informationen om potentiella jordnära objekt fick särskild uppmärksamhet för att fler observationer skulle kunna göras redan samma natt från flera platser. Även amatörastronomer deltog i projektet genom att följa upp genomförda observationer.

## Ett urval upptäckter
- 1999 HF1 - en Aten-asteroid, större än tre kilometer i diameter
- 1999 XS35 - den första damokloiden som korsar jordens omloppsbana
- 2001 OG108 - den andra damokloiden som korsar jordens omloppsbana
- 2003 SQ222 - som vid upptäckten var det närmaste jordnära objektet
- Kategori:Astronomiska upptäckter av LONEOS

## Lista över upptäckta mindre planeter och asteroider
| 9127 Brucekoehn   | 30 april 1998     |
| 9809 Jimdarwin    | 13 september 1998 |
| 10239 Hermann     | 10 oktober 1998   |
| 10638 McGlothlin  | 16 september 1998 |
| 10937 Ferris      | 17 september 1998 |
| 10938 Lorenzalevy | 17 september 1998 |
| 11187 Richoliver  | 22 maj 1998       |
| 11202 Teddunham   | 22 mars 1999      |
| 11374 Briantaylor | 23 augusti 1998   |
| 11377 Nye         | 17 september 1998 |
| 11378 Dauria      | 17 september 1998 |
| 11409 Horkheimer  | 19 mars 1999      |
| 11695 Mattei      | 22 mars 1998      |
| 11696 Capen       | 22 mars 1998      |
| 11711 Urquiza     | 25 april 1998     |
| 11712 Kemcook     | 25 april 1998     |
| 11713 Stubbs      | 25 april 1998     |
| 11714 Mikebrown   | 28 april 1998     |
| 12079 Kaibab      | 22 mars 1998      |
| 12101 Trujillo    | 1 maj 1998        |

| 12104 Chesley      | 22 maj 1998       |
| 12517 Grayzeck     | 30 april 1998     |
| 12527 Anneraugh    | 1 maj 1998        |
| 12557 Caracol      | 27 augusti 1998   |
| 12565 Khege        | 16 september 1998 |
| 12566 Derichardson | 16 september 1998 |
| 12859 Marlamoore   | 18 maj 1998       |
| 12868 Onken        | 19 juni 1998      |
| 12870 Rolandmeier  | 24 juni 1998      |
| 12871 Samarasinha  | 24 juni 1998      |
| 12897 Bougeret     | 13 september 1998 |
| 12898 Mignard      | 14 september 1998 |
| 12908 Yagudina     | 22 september 1998 |
| 12909 Jaclifford   | 17 september 1998 |
| 12910 Deliso       | 17 september 1998 |
| 12911 Goodhue      | 17 september 1998 |
| 12912 Streator     | 17 september 1998 |
| 12923 Zephyr       | 11 april 1999     |
| 13234 Natashaowen  | 22 mars 1998      |
| 13240 Thouvay      | 18 maj 1998       |

| 13248 Fornasier    | 24 juni 1998      |
| 13249 Marcallen    | 18 juni 1998      |
| 13286 Adamchauvin  | 20 augusti 1998   |
| 13325 Valérienataf | 18 september 1998 |
| 13326 Ferri        | 17 september 1998 |
| 13327 Reitsema     | 17 september 1998 |
| 13328 Guetter      | 17 september 1998 |
| 13332 Benkhoff     | 17 september 1998 |
| 13333 Carsenty     | 17 september 1998 |
| 13334 Tost         | 17 september 1998 |
| 13335 Tobiaswolf   | 17 september 1998 |
| 13358 Revelle      | 14 oktober 1998   |
| (13366) 1998 US24  | 18 oktober 1998   |
| 13367 Jiří         | 18 oktober 1998   |
| 13368 Wlodekofman  | 18 oktober 1998   |
| 13699 Nickthomas   | 18 juni 1998      |
| 13722 Campobagatin | 27 augusti 1998   |
| 13723 Kolokolova   | 27 augusti 1998   |
| 13724 Schwehm      | 27 augusti 1998   |
| 13743 Rivkin       | 17 september 1998 |

| 13744 Rickline     | 22 september 1998 |
| 13750 Mattdawson   | 17 september 1998 |
| 13751 Joelparker   | 16 september 1998 |
| 13752 Grantstokes  | 17 september 1998 |
| 13753 Jennivirta   | 17 september 1998 |
| 13774 Spurný       | 10 oktober 1998   |
| 13775 Thébault     | 11 oktober 1998   |
| 13801 Kohlhase     | 11 november 1998  |
| 14120 Espenak      | 27 augusti 1998   |
| 14121 Stüwe        | 27 augusti 1998   |
| 14122 Josties      | 27 augusti 1998   |
| 14145 Sciam        | 17 september 1998 |
| 14149 Yakowitz     | 17 september 1998 |
| 14185 Van Ness     | 21 november 1998  |
| 14267 Zook         | 6 januari 2000    |
| 14566 Hokuleʻa     | 19 juni 1998      |
| 14572 Armando      | 27 augusti 1998   |
| 14573 Montebugnoli | 27 augusti 1998   |
| 14593 Everett      | 22 september 1998 |
| 14596 Bergstralh   | 16 september 1998 |

| 14597 Waynerichie | 17 september 1998 |
| 14598 Larrysmith  | 17 september 1998 |
| 14616 Van Gaal    | 10 oktober 1998   |
| 14623 Kamoun      | 17 oktober 1998   |
| 14624 Prymachenko | 18 oktober 1998   |
| 14699 Klarasmi    | 6 januari 2000    |
| 14700 Johnreid    | 6 januari 2000    |
| 14701 Aizu        | 7 januari 2000    |
| 14702 Benclark    | 7 januari 2000    |
| 15017 Cuppy       | 22 september 1998 |
| 15026 Davidscott  | 14 oktober 1998   |
| 15146 Halpov      | 11 mars 2000      |
| 15147 Siegfried   | 11 mars 2000      |
| 15427 Shabas      | 17 september 1998 |
| 15461 Johnbird    | 27 december 1998  |
| 15466 Barlow      | 14 januari 1999   |
| 15499 Cloyd       | 19 mars 1999      |
| 15513 Emmermann   | 29 oktober 1999   |
| 15523 Grenville   | 9 december 1999   |
| 15526 Kokura      | 8 december 1999   |

| 15551 Paddock       | 27 mars 2000     |
| 15552 Sandashounkan | 27 mars 2000     |
| 15614 Pillinger     | 7 april 2000     |
| 15630 Disanti       | 24 april 2000    |
| 15631 Dellorusso    | 24 april 2000    |
| 15632 Magee-Sauer   | 26 april 2000    |
| 16035 Sasandford    | 24 mars 1999     |
| 16036 Moroz         | 10 april 1999    |
| 16037 Sheehan       | 10 april 1999    |
| 16105 Marksaunders  | 14 november 1999 |
| 16106 Carmagnola    | 12 november 1999 |
| 16150 Clinch        | 9 december 1999  |
| 16194 Roderick      | 4 januari 2000   |
| 16197 Bluepeter     | 7 januari 2000   |
| 16198 Búzios        | 7 januari 2000   |
| 16231 Jessberger    | 11 mars 2000     |
| 16243 Rosenbauer    | 4 april 2000     |
| 16244 Brož          | 4 april 2000     |
| 16250 Delbó         | 26 april 2000    |
| 16255 Hampton       | 26 april 2000    |

| 16280 Groussin    | 1 juni 2000      |
| 16946 Farnham     | 25 april 1998    |
| 16952 Peteschultz | 22 maj 1998      |
| 16958 Klaasen     | 2 augusti 1998   |
| 16975 Delamere    | 27 december 1998 |
| 16986 Archivestef | 15 januari 1999  |
| 17022 Huisjen     | 18 februari 1999 |
| 17030 Sierks      | 19 mars 1999     |
| 17031 Piethut     | 22 mars 1999     |
| 17032 Edlu        | 22 mars 1999     |
| 17033 Rusty       | 22 mars 1999     |
| 17034 Vasylshev   | 22 mars 1999     |
| 17035 Velichko    | 22 mars 1999     |
| 17036 Krugly      | 22 mars 1999     |
| 17060 Mikecombi   | 9 april 1999     |
| 17061 Tegler      | 10 april 1999    |
| 17062 Bardot      | 10 april 1999    |
| 17063 Papaloizou  | 15 april 1999    |
| 17075 Pankonin    | 9 april 1999     |
| 17179 Codina      | 4 oktober 1999   |

| 17195 Jimrichardson | 3 december 1999 |
| 17196 Mastrodemos   | 3 december 1999 |
| 17215 Slivan        | 6 januari 2000  |
| 17216 Scottstuart   | 7 januari 2000  |
| 17241 Wooden        | 11 mars 2000    |
| 17242 Leslieyoung   | 11 mars 2000    |
| 17249 Eliotyoung    | 2 april 2000    |
| 17257 Strazzulla    | 26 april 2000   |
| 17278 Viggh         | 6 juni 2000     |
| 17279 Jeniferevans  | 6 juni 2000     |
| 17280 Shelly        | 6 juni 2000     |
| 17281 Mattblythe    | 6 juni 2000     |
| 17807 Ericpearce    | 19 mars 1998    |
| 17836 Canup         | 25 april 1998   |
| 17853 Ronaldsayer   | 1 maj 1998      |
| 17856 Gomes         | 18 maj 1998     |
| 17857 Hsieh         | 18 maj 1998     |
| 17858 Beaugé        | 22 maj 1998     |
| 17859 Galinaryabova | 22 maj 1998     |
| 17860 Roig          | 22 maj 1998     |

| 17897 Gallardo      | 19 mars 1999     |
| 17898 Scottsheppard | 22 mars 1999     |
| 17899 Mariacristina | 22 mars 1999     |
| 17919 Licandro      | 9 april 1999     |
| 17920 Zarnecki      | 10 april 1999    |
| 24503 Kero          | 3 januari 2001   |
| (31345) 1998 PG     | 3 augusti 1998   |
| (65407) 2002 RP120  | 4 september 2004 |
| (153814) 2001 WN5   | 20 november 2001 |
| (186024) 2001 QG207 | 23 augusti 2001  |
| (323137) 2003 BM80  | 31 januari 2003  |
| (434326) 2004 JG6   | 11 maj 2004      |